# Round 2
Round 2 är R&B-artisten J. Holidays andra skiva. Skivan gavs ut den 10 mars 2009. Första singeln var "It's Yours".

## Låtlista
| Nr | Titel                  | Gästartist(er) | Längd |
| -- | ---------------------- | -------------- | ----- |
| 1  | "Intro"                | -              | 0:36  |
| 2  | "It's Yours"           | -              | 4:06  |
| 3  | "Fall"                 | -              | 3:32  |
| 4  | "Don't Go"             | -              | 3:31  |
| 5  | "Wrong Lover           | Rick Ross      | 4:12  |
| 6  | "Run Into My Arms"     | -              | 4:04  |
| 7  | "Sing 2 U"             | -              | 3:15  |
| 8  | "Lights Go Out"        | -              | 3:52  |
| 9  | "Make That Sound"      | -              | 4:07  |
| 10 | "Forever Ain't Enough" | -              | 4:22  |
| 11 | "Fly"                  | -              | 4:17  |
| 12 | "Homeless"             | -              | 3:43  |
| 13 | "I Tried"              | -              | 3:49  |